# Chelidonium binotaticolle
Chelidonium binotaticolle är en skalbaggsart som beskrevs av Maurice Pic 1937. Chelidonium binotaticolle ingår i släktet Chelidonium och familjen långhorningar.
Artens utbredningsområde är Laos. Inga underarter finns listade i Catalogue of Life.